# Németh Juliska
Németh Juliska, Németh Julianna Antónia Erzsébet (Budapest, 1890. június 14. – 1935 után) színésznő.

## Családja
Németh József színész és Hegyesi (Spitzer) Ilona leánya, Báky József felesége. Testvére Németh Antónia szintén színésznő.

## Pályafutása
1890. augusztus 9-én keresztelték a Kálvin téri református templomban. A fővárosban járta iskoláit, az Andrássy úti gimnáziumban végezte tanulmányait. Rákosi Szidinek egy évig volt a növendéke, ahol 1907. június 17-én vizsgázott az Igmándi kispapban. Iskolái végeztével Nagy Endre kabaréjához szerződött. Rövid itt működése után 1910-ben Berlinbe kapott meghívást, ahol a Metropol színházban játszott. Első fellépése a Párizsi élet című operett Gabriella szerepében volt. Berlinben férjhez ment Franz Wolfgang Koebler hírlapíróhoz. Vendégszerepelt Hannoverben, Bécsben, Boroszlóban. 1916-ban az Apolló Kabaréhoz, 1920-ban az Andrássy úti kabaréhoz szerződött, azután 1924. május 16-án elfogadta a Renaissance Színház meghívását, ahol a Kényes királykisasszony című színműben lépett fel először. Innen az Unió színházak 1925. február 11-én tagjai sorába szerződtette. 1926 januárjában a Royal Orfeum vendége volt. 1931-ben berlini kabarészínpadon énekelt nagy sikerrel, fellépett a Kabaret der Komikerben. 1935 őszén Budapesten tartózkodott.

## Fontosabb szerepei
- Gabriella (Offenbach: Párizsi élet)
- Lenke (Hans Kottow: Sztrájkol a gólya)
- Carla (Vajda Ernő: A hárem)